# Vidnava (stacja kolejowa)
Vidnava – stacja kolejowa w Vidnavie, w kraju ołomunieckim, w Czechach. Znajduje się na wysokości 240 m n.p.m. i leży na linii kolejowej nr 296.
Od 2011 roku na stacji nie odbywa się ruch pasażerski.
W budynku dworca zorganizowana jest wystawa minerałów.
Linia kolejowa prowadząca do granicy z Polską i dalej do stacji Kałków Łąka została zamknięta w 1946 roku i później zdemontowana.

## Galeria

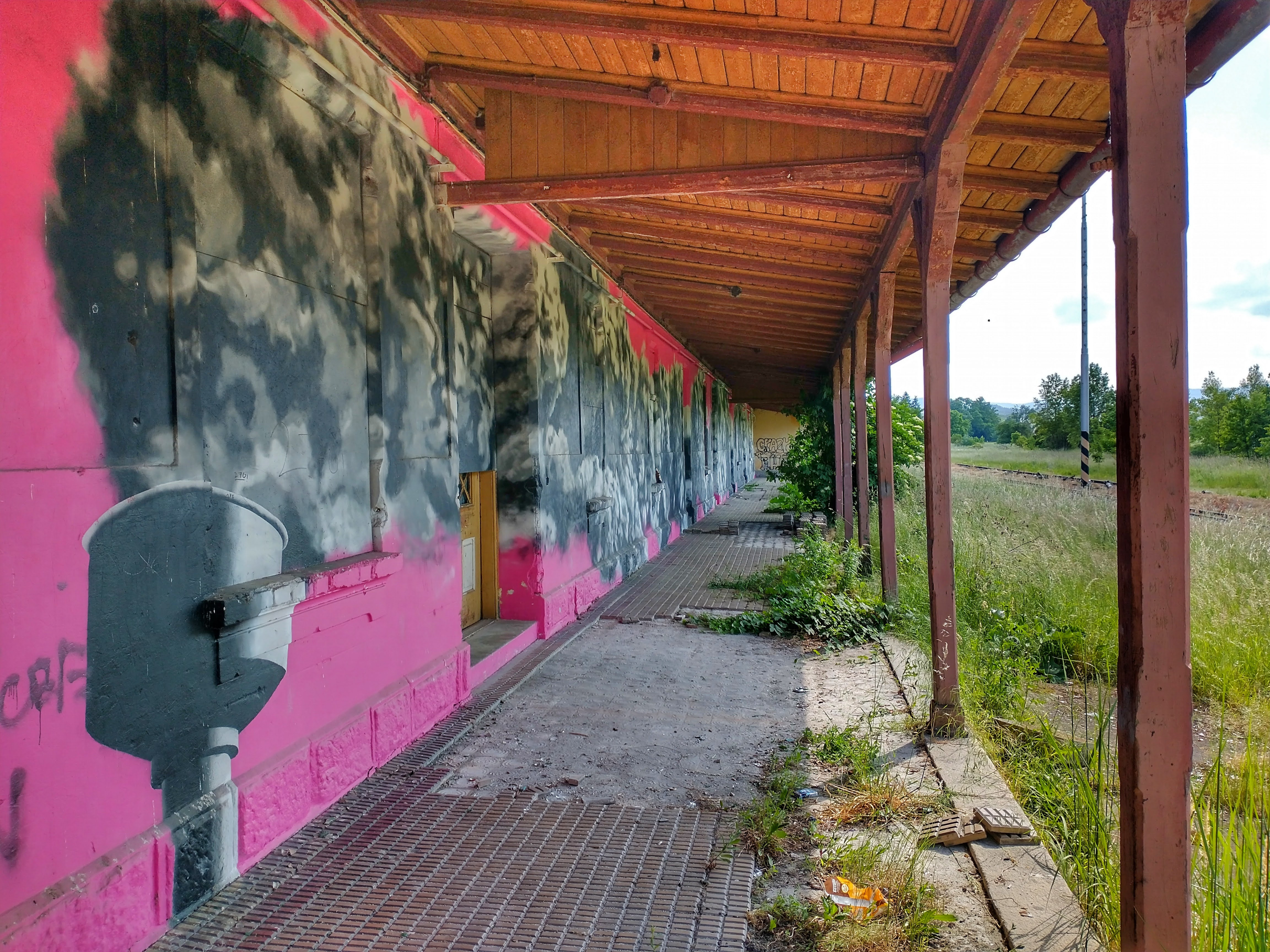
Wiata dla pasażerów (2023)
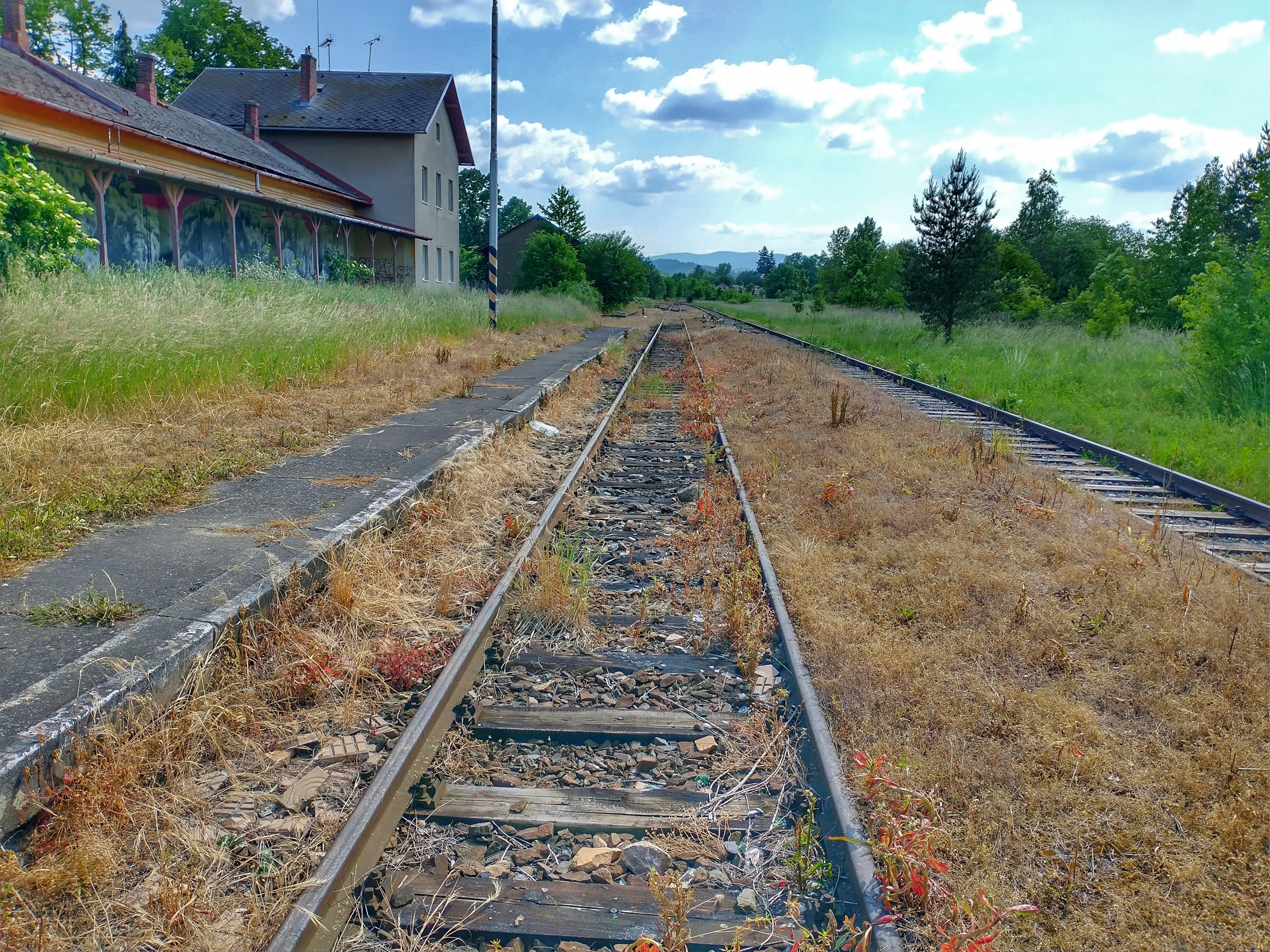
Torowiska
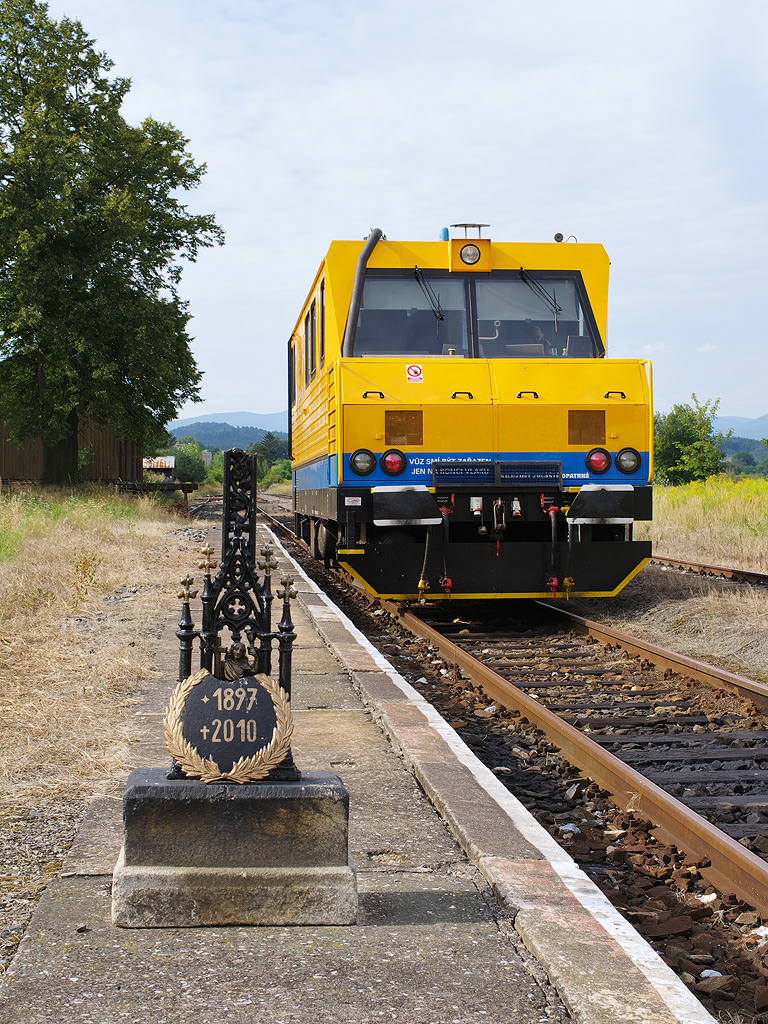
Pomnik pożegnalny